# Puntius dorsalis
Puntius dorsalis (Jerdon, 1849) è un pesce d'acqua dolce appartenente alla famiglia Cyprinidae.

## Distribuzione e habitat
Proviene dai torrenti e dai laghi dell'Asia, in particolare da Sri Lanka e India. Vive soprattutto nelle zone con substrato ricco di ciottoli.

## Descrizione
Presenta un corpo allungato, compresso lateralmente. Le pinne non sono particolarmente ampie e la pinna caudale è biforcuta. La colorazione è grigia scura sul dorso e bianca sul ventre. Raggiunge i 25 cm anche se di solito non supera i 13,5.

## Biologia

### Riproduzione
È oviparo e la fecondazione è esterna.

### Alimentazione
È onnivoro, e si nutre sia di piante che di invertebrati come insetti e piccoli crostacei.

## Conservazione
Questa specie viene classificata come "a rischio minimo"  (LC) dalla lista rossa IUCN; l'unico pericolo che la minaccia è il degrado del suo habitat.